# Le Long de la route
Singles de Zaz
Je Veux
(2010) La Fée
(2011)
Pistes de ZAZ
Je Veux La Fée
Le Long de la Route est une chanson de la chanteuse française Zaz. Il s'agit du second single extrait de son premier album studio, ZAZ.